# Bockholmen, Nordmaling

Bockholmen är en halvö 3 km sydost  om Nordmaling. Bockholmen utgör plats för många stugor men där finns även bostadshus för flera familjer. Bockholmsvägen som har sitt slut längst ut på udden är ägd av en vägförening och är låst med vägbom under vinterhalvåret då många stugägare flyttar till sina ordinarie bostäder. Det är grusväg. I de flesta av husen längs vägen så finns både vatten och el.
Vägbommen är borttagen. 